# Sterling Knight
Sterling Sandman Knight (Hilton Head Island, Texas, 5 de março  de 1989 ) é um ator e cantor norte americano. Como ator, ficou conhecido por atuar no papel do filho de Mike O'Donnell (Zac Efron) no filme "17 Again" (17 Outra Vez) e também por interpretar Chad Dylan Cooper na série "Sonny With a Chance" (Sunny entre Estrelas, em Portugal e no Brasil). Como cantor, Knight canta músicas do filme "Starstruck", onde ele é o protagonista e também da trilha sonora de Sonny With a Chance.

## Carreira
Em 2007 fez participações em séries como Hannah Montana (série em que a protagonista é Miley Cyrus), interpretando Lucas, um namorado de Lilly (Emily Osment) e em The Closer onde interpretou Grady Reed, nos episódios "Next of Kin: Part 1 e Part 2". Em 2008 fez participações nas séries Out of Jimmy's Head, no episódio "Bad Faddy" e também em Grey's Anatomy no episódio "Freedom". Sterling também fez uma participação especial no clipe de Demi Lovato, La La Land, além de aparecer em um episódio dos Feiticeiros De Waverly Place.
Em 2009, participou do filme 17 Again ("17 Outra Vez" no Brasil e em Portugal), no qual ele interpreta Alex O'Donnell, o filho mais velho de Mike O'Donnell (Matthew Perry/Zac Efron). Esse filme foi o primeiro de Sterling nos cinemas.
Interpretou também o personagem Chad Dylan Cooper na série "Sonny With a Chance" (em português Sunny entre Estrelas) do Disney Channel, ao lado de Demi Lovato. Na série seu personagem, é o astro da dramática série Mackenzie Falls, rival do programa humorístico "So Random!" (Sem Sentido!), no qual "Sunny Monroe" (Demi Lovato) participa.
Em 2010, protagonizou o filme Starstruck, ao lado de Danielle Campbell, onde ele também canta músicas como "Starstruck" e "Hero", originais do Disney Channel. Em Julho de 2010, foram finalizadas as gravações da segunda temporada da série "Sonny With a Chance". Também estrelou o filme Elle: A Modern Cinderella Tale. Também gravou duas faixas para a trilha sonora da série Sonny with a Chance, que foi lançada em 5 de outubro de 2010 nos Estados Unidos.
Em 2011, Sterling atuou na série So Random! (Sem Sentido!), uma série criada para substituir Sunny Entre Estrelas após a saída de Demi Lovato. Em 2013, Sterling estreava em uma nova série "Melissa & Joey" da emissora ABC Family. Sterling protagonizou o personagem Zander, namorado de Lennox (Taylor Spreitler).

## Vida pessoal
Sterling Knight nasceu em Dallas, Texas. Ele tem uma irmã mais nova, Samantha Scarlett, e um irmão mais novo, Spencer Shuga. Sterling é católico e viveu no Texas antes de se mudar para Los Angeles, Califórnia, para prosseguir a sua carreira de ator. Sterling teve papéis em várias produções teatrais, incluindo "On Golden Pond", "Lost in Yonkers", "Bye Bye Birdie" e "Mad Adventures of Mr. Toad". Seus passatempos favoritos incluem jogar golfe, snowboard e violão.
Levando suas habilidades na guitarra, Sterling formou uma banda no YouTube com seu amigo Matt Shively chamada "Conexão Channels" (neste caso, os canais sendo conectados à Disney e Nickelodeon).

## Filmografia

### Filmes
| Ano  | Título                                      | Personagem        | Notas           |
| ---- | ------------------------------------------- | ----------------- | --------------- |
| 2005 | Calm                                        | Skater Boy        | Curta-Metragem  |
| 2006 | Career Day                                  | Ben Taylor        | Papel Pequeno   |
| 2009 | Ball’s Out: The Gary Houseman Story         | Jogador de Tênis  | Papel Pequeno   |
| 2009 | 17 Outra Vez                                | Alex O'Donnell    |                 |
| 2009 | Privileged                                  | Soph 1            |                 |
| 2010 | StarStruck: Meu Namorado é uma Superestrela | Christopher Wilde | TV Movie        |
| 2010 | Elle: Um Conto de Fadas Moderno             | Ty Parker         | Papel principal |
| 2010 | Monster Heroes                              | Gragorio          |                 |
| 2010 | I Owe My Life to Corbin Bleu                | Cool Guy          | Curta-Metragem  |
| 2012 | Transit - Na Mira Dos Assassinos            | Shane             |                 |
| 2015 | Landmine Goes Click                         | Chris             |                 |
| 2016 | It Snows All the Time                       | Art               | Em Produção     |
| 2016 | Danny Boy                                   | Danny             | short film      |
| 2016 | Career Day                                  | Ben Taylor        | short film      |
| 2017 | Different Flowers                           | Charlie           |                 |
| 2017 | The Man from Earth: Holocene                | Philip            |                 |

### Televisão
| Ano       | Título                            | Personagem                    | Episódios                                                                        |
| --------- | --------------------------------- | ----------------------------- | -------------------------------------------------------------------------------- |
| 2006      | Hi-Jinks                          | Brendan                       | 1ª - Episódio "Winner"                                                           |
| 2007      | Hannah Montana                    | Lucas                         | 2ª - Episódio "My Best Friend's Boyfriend"                                       |
| 2007      | Divisão Criminal                  | Grady Reed                    | 3ª - Episódio "Next to Kin", "Next to Kin pt. 2"                                 |
| 2008      | Grey's Anatomy                    | Kip                           | 4ª - Episódio "Freedom", "Freedom: pt 2"                                         |
| 2009      | MacKenzie Falls                   | Chad Dylan Cooper / Mackenzie | 6 Episódios                                                                      |
| 2009-2011 | Sunny Entre Estrelas              | Chad Dylan Cooper             | Co-Protagonista                                                                  |
| 2011-2012 | Sem Sentido                       | Chad Dylan Cooper             | Co-Protagonista                                                                  |
| 2013      | Randy Cunningham: 9th Grade Ninja | Buttermaker                   | 1ª - Episódios "Wave Slayers", "McFreaks"                                        |
| 2014      | The Hotwives of Orlando           | Billy                         | 1ª - Episódios "Intervention Party", "Staycation", "Vow Renewals", "The Reunion" |
| 2013-2015 | Melissa and Joey                  | Zander                        | Elenco Recorrente                                                                |
| 2016      | Crowded                           | Nate                          | 2 Episódios "Fixer" e "Daughter"                                                 |

### Videoclipes
| Ano  | Título                       | Personagem        | Episódios                                                       |
| ---- | ---------------------------- | ----------------- | --------------------------------------------------------------- |
| 2008 | La La Land                   | Paparazzi         | Videoclipe de Demi Lovato                                       |
| 2010 | Something About the Sunshine | Ele Mesmo         | Videoclipe de Anna Margaret, trilha sonora de Starstruck        |
| 2010 | "Starstruck"                 | Christopher Wilde | Videoclipe do filme Starstruck, no qual Sterling é protagonista |

## Músicas
- Starstruck - Starstruck
- Shades (feat. Brandon Mychal Smith) - Starstruck
- Hero - Starstruck
- Something About the Sunshine (feat. Anna Margaret) - Starstruck
- What You Mean To Me - Starstruck
- Got to Believe - Starstruck
- Hanging - Sonny with a Chance (trilha sonora)
- How We Do This - Sonny with a Chance (trilha sonora)
- Stop SPS - Sonny with a Chance (trilha sonora)

## Prêmios e nomeações
| Ano  | Prêmio                   | Categoria                                                        | Trabalho            | Resultado |
| ---- | ------------------------ | ---------------------------------------------------------------- | ------------------- | --------- |
| 2010 | Teen Choice Awards       | "Actor Comedy" (Ator de Comédia)                                 | Sonny With a Chance | Nomeado   |
| 2010 | Hollywood Teen TV Awards | "Teen Pick Actor: Comedy" (Escolha de Ator Adolescente: Comédia) | Sonny With a Chance | Vencedor  |
| 2011 | People's Choice Awards   | "Favorite Family TV Movie" (Filme de TV favorito para a Família) | Starstruck          | Nomeado   |